# リオム番号
リオム番号（りおむばんごう）とは、デンマークの音楽学者ペーター・リオムによる、アントニオ・ヴィヴァルディの作品の整理番号。RVはRyom-Verzeichnis（ドイツ語でリオムの目録の意）の略称である。
「RV ○○」と表記するのが国際的に最も一般的だが、「RV.○○」という表記も見られる。

## 特徴
RV番号の特徴として、楽曲がジャンル別→調性順に配列されていることが挙げられる。ヴィヴァルディの楽曲の整理の際に用いられるものとして、ほかにリナルディ番号、パンシェルル番号があるが、現代においてはこのRV番号が用いられることが多い。

## 曲の並び方
曲の並べ方は大まかに言えば、ソナタ→協奏曲→声楽曲　となっている。
- RV 1-37 ヴァイオリン・ソナタ
- RV 38-47 チェロ・ソナタ
- RV 48-51　フルート・ソナタ
- RV 52 リコーダー・ソナタ
- RV 53 オーボエ・ソナタ
- RV 54-59 ミュゼット（またはヴィエール・フルートなど）・ソナタ
- RV 60-79 トリオ・ソナタ
- RV 80-86 様々な楽器の為のソナタ
- RV 87-108　室内協奏曲
- RV 109-169　弦楽のための協奏曲・シンフォニア
- RV 170-391　ヴァイオリン協奏曲
- RV 392-397　ヴィオラ・ダモーレ協奏曲
- RV 398-424　チェロ協奏曲
- RV 425　マンドリン協奏曲
- RV 426-442　フルート協奏曲
- RV 443-445　ピッコロ協奏曲
- RV 446-465　オーボエ協奏曲
- RV 466-504　ファゴット協奏曲
- RV 505-530　2つのヴァイオリンの為の協奏曲
- RV 531-539　2つの楽器の為の協奏曲
- RV 537　2つのトランペットのための協奏曲
- RV 540-580　様々な楽器の為の協奏曲（合奏協奏曲）
- RV 581-585　2つのオーケストラのための協奏曲
- RV 586-740   カンタータ、モテット、宗教曲、オペラなどの声楽曲
- RV 741-780   Verzeichnis der Werke Antonio Vivaldis (1974)の第二版(1977)までの補足
- RV 781-812   Vivaldi Werkeverzeichnis (2007)での新たな補足
- RV 812‐　　 新発見などによる最近の補足

となる。但し、これには紛失したものや不完全なものも含んでいる。